# Thalassoma bifasciatum
 Thalassoma bifasciatum és una espècie de peix de la família dels làbrids i de l'ordre dels perciformes que es troba des de Bermuda i Florida (Estats Units) fins al sud del Golf de Mèxic, el Carib i el nord de Sud-amèrica.
Els mascles poden assolir els 25 cm de longitud total.